# Планкетт, Рой
Рой Планкетт (26 июня 1910 — 12 мая 1994) — американский химик. В 1938 году он открыл политетрафторэтилен (ПТФЭ), пластмассу, обладающую редкими физическими и химическими свойствами и широко применяемую впоследствии в технике и в быту.
Планкетт родился в Нью-Карлайле, штат Огайо, учился в Newton High School, Университете Манчестера (бакалавр химии в 1932 году) и Государственном университете штата Огайо (доктор философии в области химии в 1936 году). В 1936 году он был нанят в качестве химика-исследователя в американскую химическую компанию DuPont.
Политетрафторэтилен 27-летним учёным был открыт в апреле 1938 года, когда он случайно обнаружил, что закачанный им в баллоны под давлением газообразный тетрафторэтилен спонтанно полимеризовался в белый парафиноподобный порошок. В 1941 году компании Kinetic Chemicals был выдан патент на тефлон, а в 1949 году она стала подразделением американской компании DuPont.
Планкетт умер 12 мая 1994 года в своем техасском доме в возрасте 83 лет .
Политетрафторэтилен (или тефлон) применяют в химической, электротехнической и пищевой промышленности, в медицине, в транспортных средствах, в военных целях, в основном в качестве покрытий.
Наибольшую известность тефлон получил благодаря широкому применению в производстве посуды с антипригарным покрытием.